# Shimojō
Pour le joueur de football, voir Yoshiaki Shimojo.
Shimojō (下條村, Shimojō-mura) est un village du district de Shimoina, dans la préfecture de Nagano, au Japon.

## Toponymie
Le toponyme « Shimojō » correspondrait au nom du clan Shimojō, une branche du clan Ogasawara, originaire de la province de Kai, dont l'un des membres est venu s'installer dans la province de Shinano vers la fin de l'époque de Muromachi (1333-1573).

## Géographie

### Situation
Le village de Shimojō est situé dans le sud de la préfecture de Nagano, au Japon. Il s'étend sur environ 9 km du nord au sud et sa limite nord-est est formée par le fleuve Tenryū.

### Démographie
Au 1er mars 2016, la population de Shimojō s'élevait à 3 928 habitants, répartis sur une superficie de 38,12 km2.
En octobre 2012, le village comptait 4 106 habitants dont 48 % d'adultes âgés de plus de 50 ans et trois centenaires.

### Municipalités voisines
| Achi | Iida    | Iida    |
| Achi | Shimojō | Yasuoka |
| Anan | Anan    | Anan    |

## Histoire
L'Engishiki, recueil de lois et de règlements de l'époque de Nara (710-794), mentionne l'existence d'un sanctuaire construit dans un village du comté d'Ina, dans la province de Shinano. Le village du sanctuaire correspondrait à l'actuel village de Shimojō.
En 1875, les villages de Mutsuzawa et Hisawa sont créés en regroupant des villages établis depuis l'ère Edo (1603-1868).
Le 1er avril 1889, au cours de la mise en place du nouveau système d'administration des municipalités élaboré par le gouvernement de Meiji, le village de Shimojō est créé par fusion de Mutsuzawa et Hisawa.

## Symboles municipaux
L'arbre symbole de la municipalité de Shimojō est l'Acer pycnanthum, sa fleur symbole le cosmos.